# 埃弗拉因·巴爾克羅

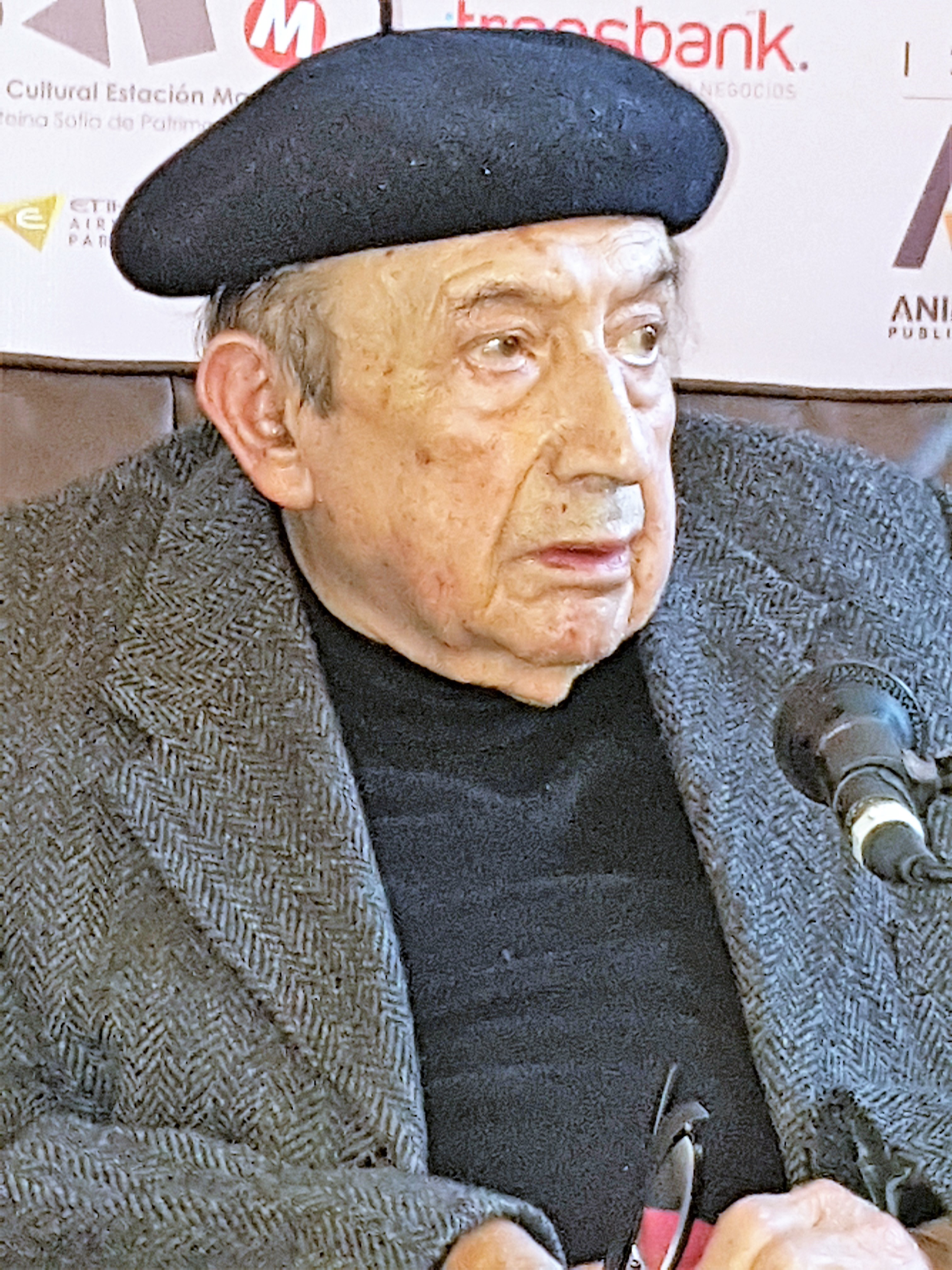

埃弗拉因·巴爾克羅（西班牙語：Efraín Barquero，1931年5月3日—2020年6月29日）是一名智利詩人，長時間居於法國。埃弗拉因·巴爾克羅畢業於聖地牙哥的智利大學，畢業後在智利前總統薩爾瓦多·阿連德政府中工作，擔任智利駐哥倫比亞使館文化參贊，1973年智利政變後，他過著流亡的生活，曾到中國、墨西哥及哥倫比亞等地居住，同時間他開始創作詩歌，終於在2008年獲得智利國家文學獎，得到1400萬比索的獎金。